# Vadász Ágnes
Vadász Ágnes Ulbrichné, Ulbrich Andrásné (Budapest, 1942. december 17. – Budapest, 2022. szeptember 10.) Kazinczy-díjas magyar rádióbemondó, műsorvezető, tanár.

## Életpályája
1994-ben nyilatkozta:

„…az én felmenőim egy német közösség tagjaiként Mária Terézia korában telepedtek az akkori Erdélybe, majd szüleim anyagi okok miatt kényszerültek Magyarországra jönni. Nyomon követhető, ahogy a család generációkon keresztül fokozatosan megtanulta a magyar nyelvet, a magyar kultúrát, ahogy németből magyarrá vált. Én már egyértelműen magyar vagyok, mert az anyanyelvem magyar, így tanultam beszélni, gondolkodni; ezen a nyelven álmodom, mondom el bánataimat, bosszantok föl másokat, s ezen a nyelven tudok megbocsátani is…Nagyon sokáig színésznek készültem, ez hála Istennek nem sikerült. Viszont mindenképpen a nyelv közelében akartam maradni, és mit ad a véletlen. 1965-ben a Magyar Rádió hirdetést adott föl, hogy bemondókat keresnek. Jelentkeztem, s több mint ötezer jelentkező közül negyed-ötödmagammal bekerültem. De mindez nem volt ilyen egyszerű. A szegedi tanárképző főiskolán szereztem diplomát…Nagy szerencse, hogy bemondó lettem, mert azt csinálom, amit szeretek.”

1965-től 1995-ig volt a rádió bemondója, de dolgozott szerkesztőként és műsorvezetőként is. Munkáját a Magyar Rádiónál és a Magyar Televíziónál is nívódíjjal ismerték el. A televízió Delta című műsorában végzett narrációs munkájáért Bőzsöny Ferenccel 1981-ben kapott nívódíjat. A rádióban a bemondói munkájáért, a bemondói kollektíva titkos szavazása alapján Bátonyi Györggyel együtt lett a díjazott. 1996-ban Petőfi Sándor Sajtószabadság-díjat, 2005-ben Kazinczy-díjat kapott. 2020-ban a magyar nyelv ápolásáért és magas szintű közreadásáért a Wacha Imre-díjat vehette át. 
Gyakran foglalkoztatták a Magyar Televízióban is, több évtizeden át volt narrátorként, Bőzsöny Ferenc női hangpárja, a Delta című tudományos, ismeretterjesztő műsorban. Szinkronstúdiókban is dolgozott, ahol hangalámondással számos film főcímét és stáblistáját olvasta fel. Óraadó tanárként beszédtechnikát tanított a Pázmány Péter Katolikus Egyetemen, oktatott az MTV-ben, az MR-ben és a Hír TVben is. 2016-tól a MTVA Montágh Testületének elnöke volt.
Férje: Ulbrich András is bemondó volt.

## Rádiós munkáiból
- Hajnaltól reggelig (Kossuth Rádió) – hírolvasó bemondó
- Jó reggelt! (Kossuth Rádió) – bemondó
- Kettőtől ötig... A Rádió kívánságműsora (Petőfi Rádió) – műsorvezető: Vadász Ágnes, Szilágyi János
- Levelek egy percben (Örkény István levelei, feljegyzései, emlékezései) – közreműködő

## Díjai, elismerései
- Szocialista kultúráért (1977)[3]
- Magyar Televízió nívódíj (1981)[4]
- Magyar Rádió nívódíj (1986)[5] (1994) [6]
- Petőfi Sándor Sajtószabadság-díj (1996)[7]
- Kazinczy-díj (2005)
- Wacha Imre-díj (2020)